# Finlandsstationen

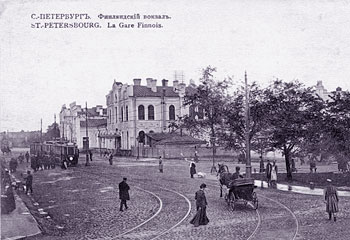
Stationen omkring 1910

Finlandsstationen (ryska: Финля́ндский вокза́л, Finljandskij vokzal; officiellt: Станция Санкт-Петербург-Финля́ндский, Stantsia Sankt-Peterburg-Finljandskij), är en järnvägsstation i Sankt Petersburg i Ryssland. Den ombesörjer järnvägstrafik till destinationer västerut från Sankt Petersburg, inklusive Helsingfors och Viborg. Till denna station anlände Vladimir Lenin 1917, hemkommen från sin exil.

## Historia
Finlandsstationen uppfördes av Statsjärnvägarna i Finland som den östra ändstationen för Riihimäki–Sankt Petersburg-banan. Den ritades av Peter Kupinskij (1838–1923) och invigdes 1870. Ursprungligen hade den en särskild byggnad för den ryska tsarfamiljen.
Stationen drevs av den finländska järnvägen till i början av 1918, då det sista tåget med stationspersonal och utrustning, samt ett antal finländska flyktingar, avgick till Finland. Stationen övertogs av Ryssland i utbyte mot rysk egendom i Finland, varibland Alexandersteatern i Helsingfors.
Stationen har uppmärksammats för att det var dit som Vladimir Lenin återkom till Ryssland från Schweiz via Sverige med tåg den 16 april 1917 (3 april enligt gamla stilen), för att påbörja den kommunistiska revolutionen i Ryssland. Ett minnesmärke restes nära den gamla stationsbyggnaden 1926 för att fira Lenins tal på taket av en pansarbil. Idag finns minnesmärket på ett torg mellan stationen och floden Neva. 
På en perrong står sedan 1957 det finländska ångloket nr 293, på vilket Lenin efter de misslyckade julidagarna illegalt korsade den finska gränsen den 10 augusti och sedan återvände den 7 oktober 1917. Loket donerades av den finska staten till Sovjetunionen vid fyrtioårsjubileet av oktoberrevolutionen.
Under Leningrads belägring 1941–1943, var Finlandsstationen den enda av Leningrads järnvägsstationer som var i bruk. Järnvägen därifrån hade trafik med en station nära Ladogas västra strand, vilket tillät förnödenheter från fria delar av Sovjetunionen att sändas över sjön med båt eller på isen.
På 1950-talet revs den ursprungliga stationsbyggnaden och ersattes av en ny, vilken invigdes 1960. En del av det gamla stationshuset har införlivats med stationens västra flygel.

## Bildgalleri

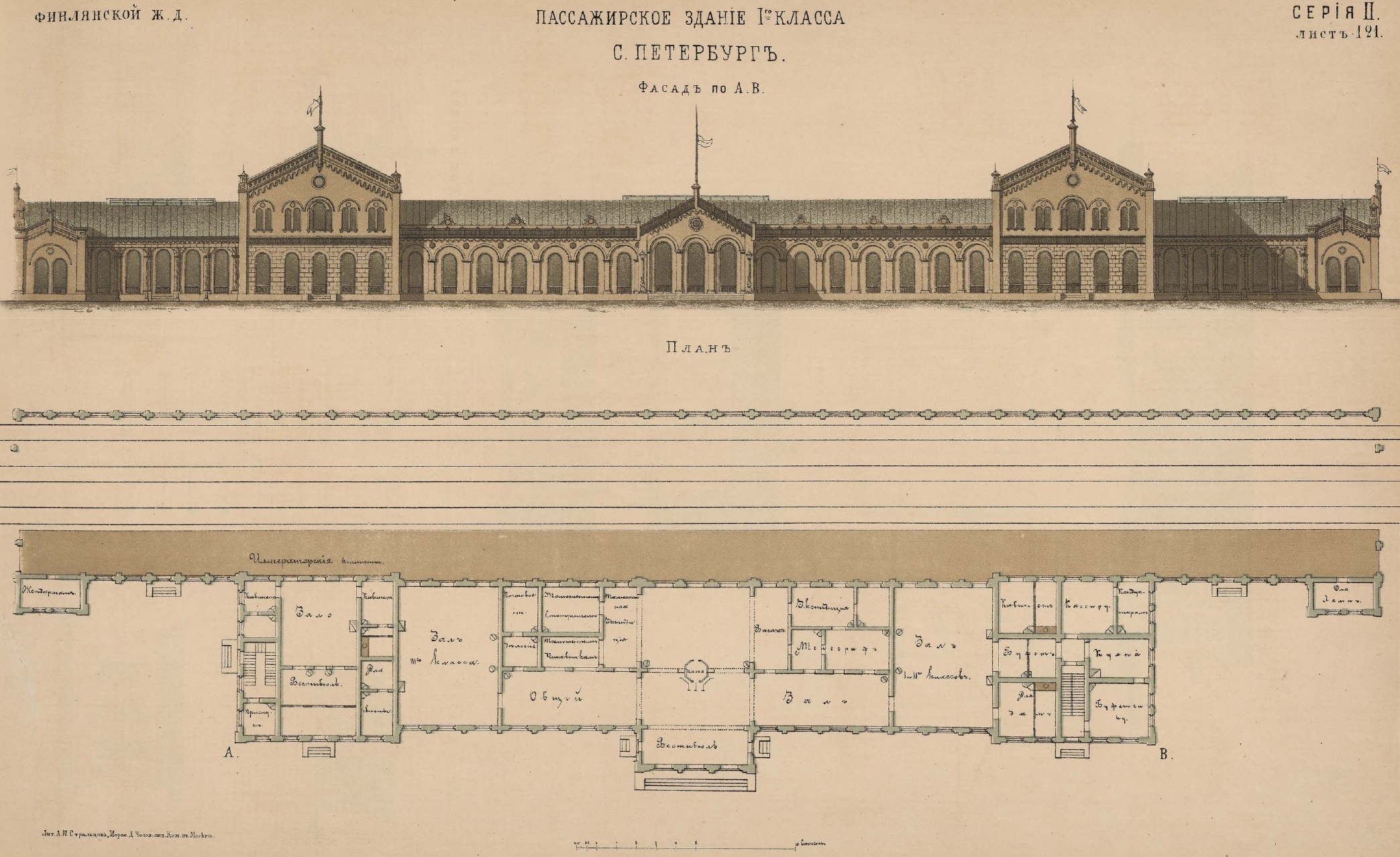
Ritning från 1872
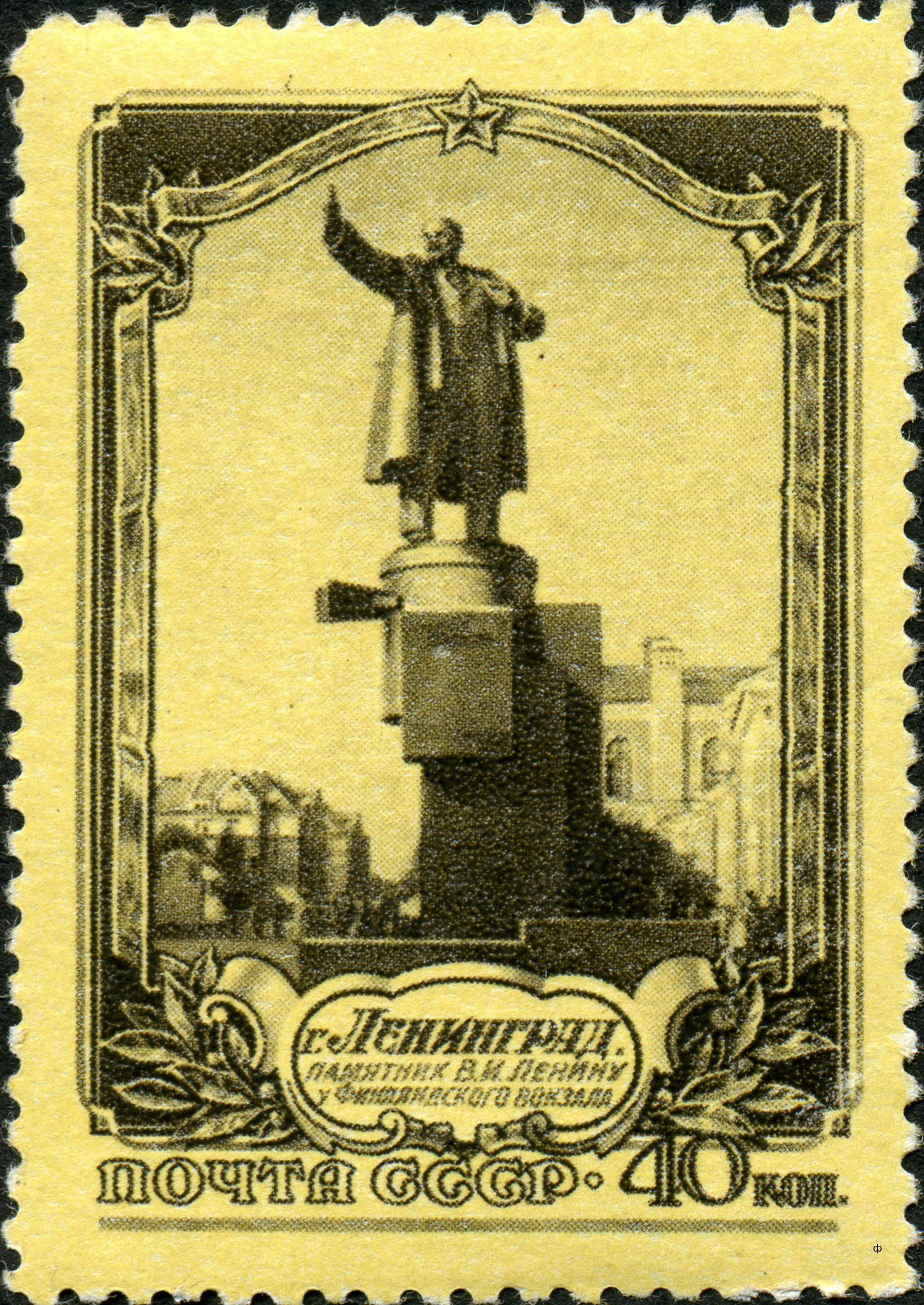
Leninstatyn
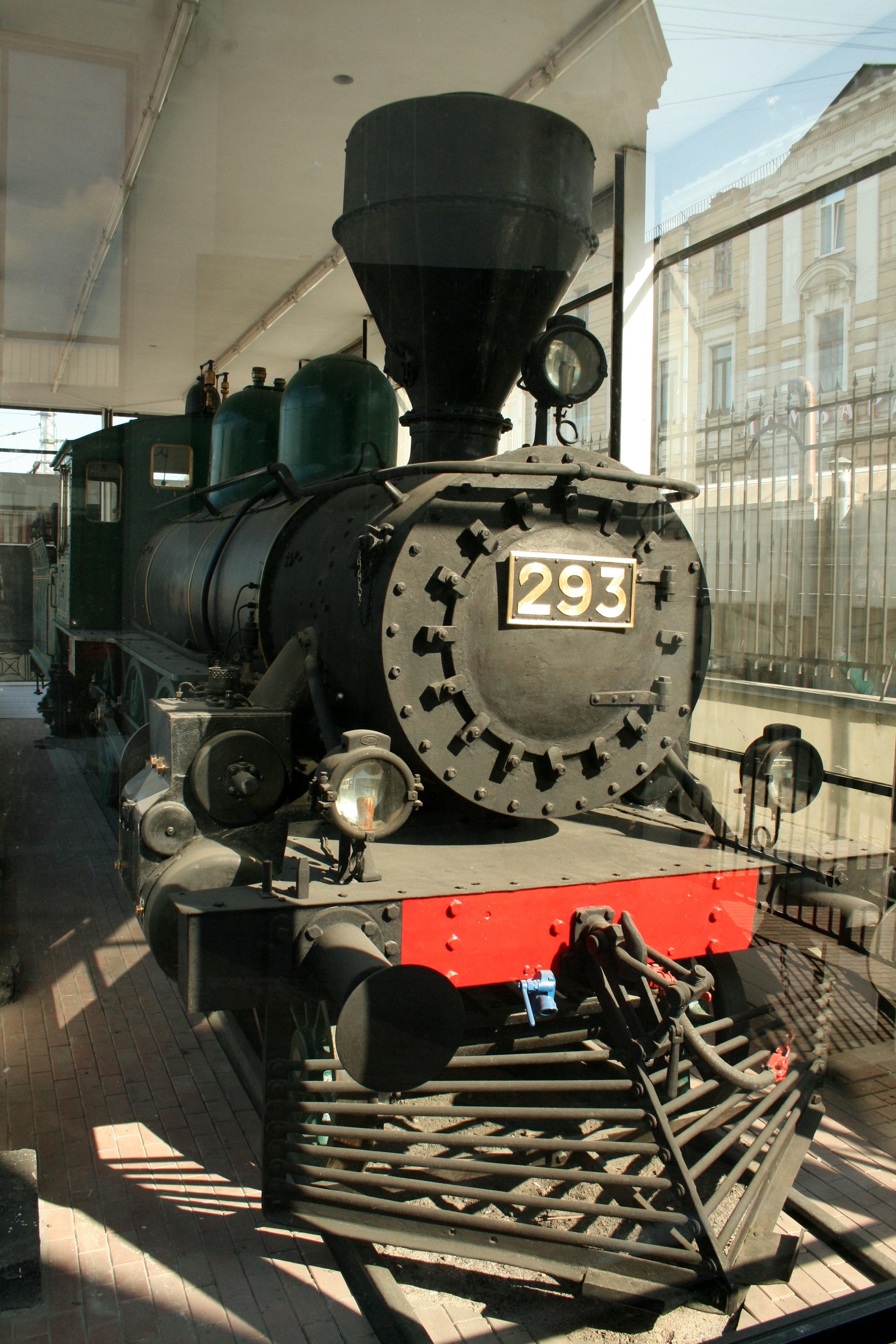
Ångloket nr 293
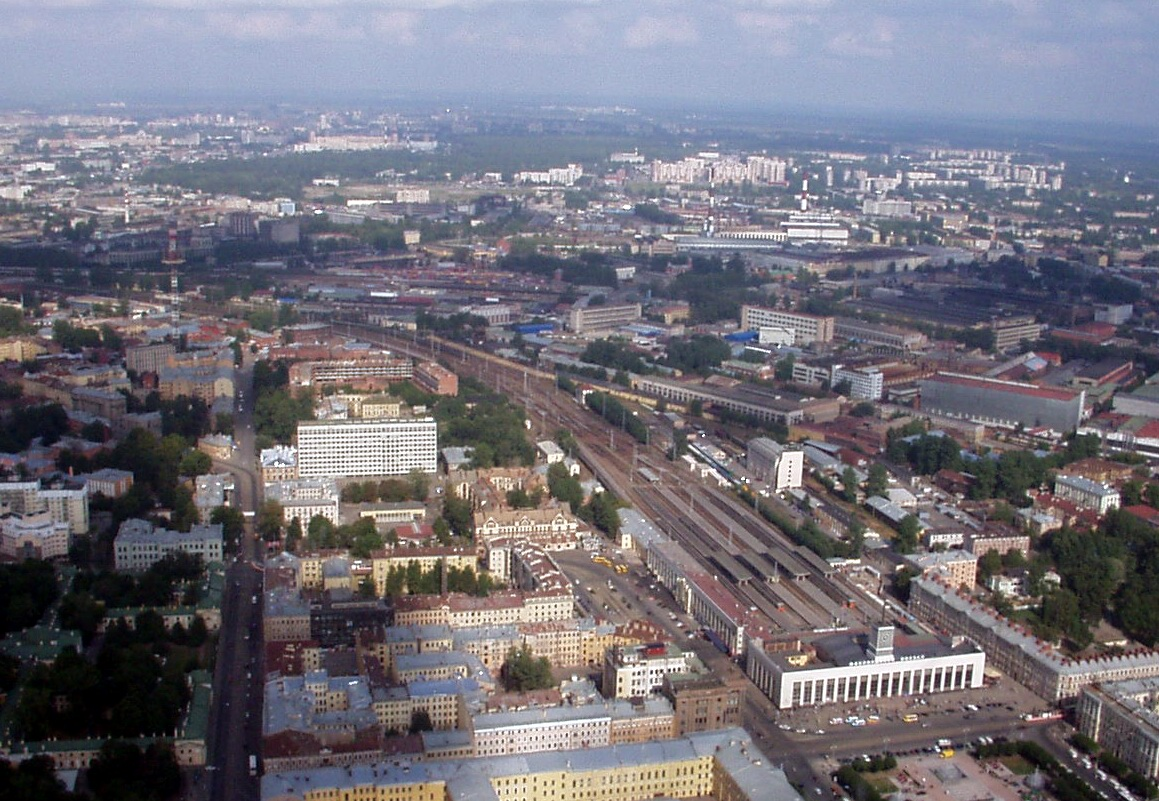
Spårområdet
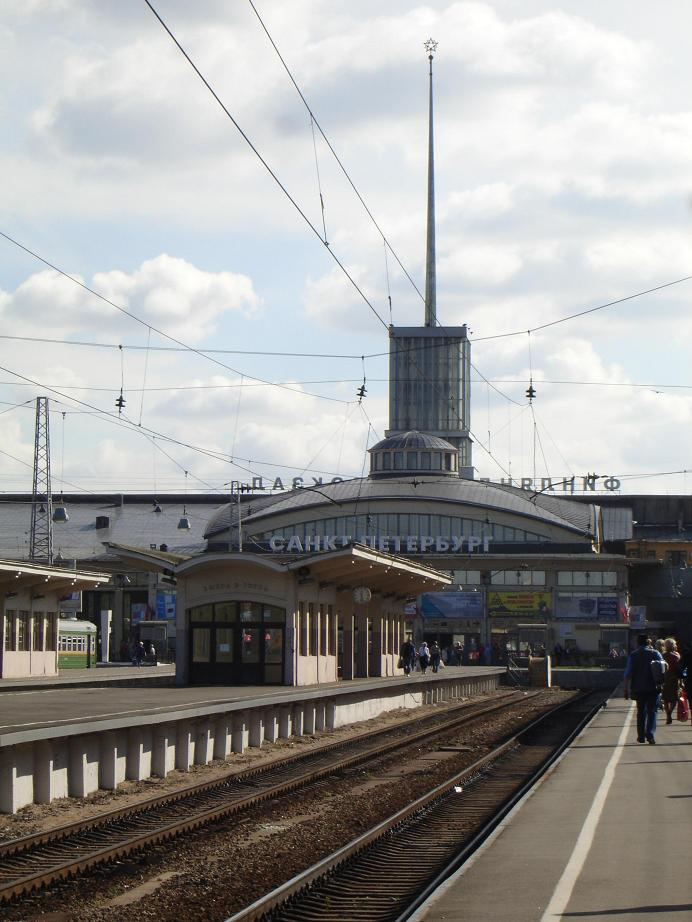
Perronger